# Klasztor Bernardynów w Bydgoszczy

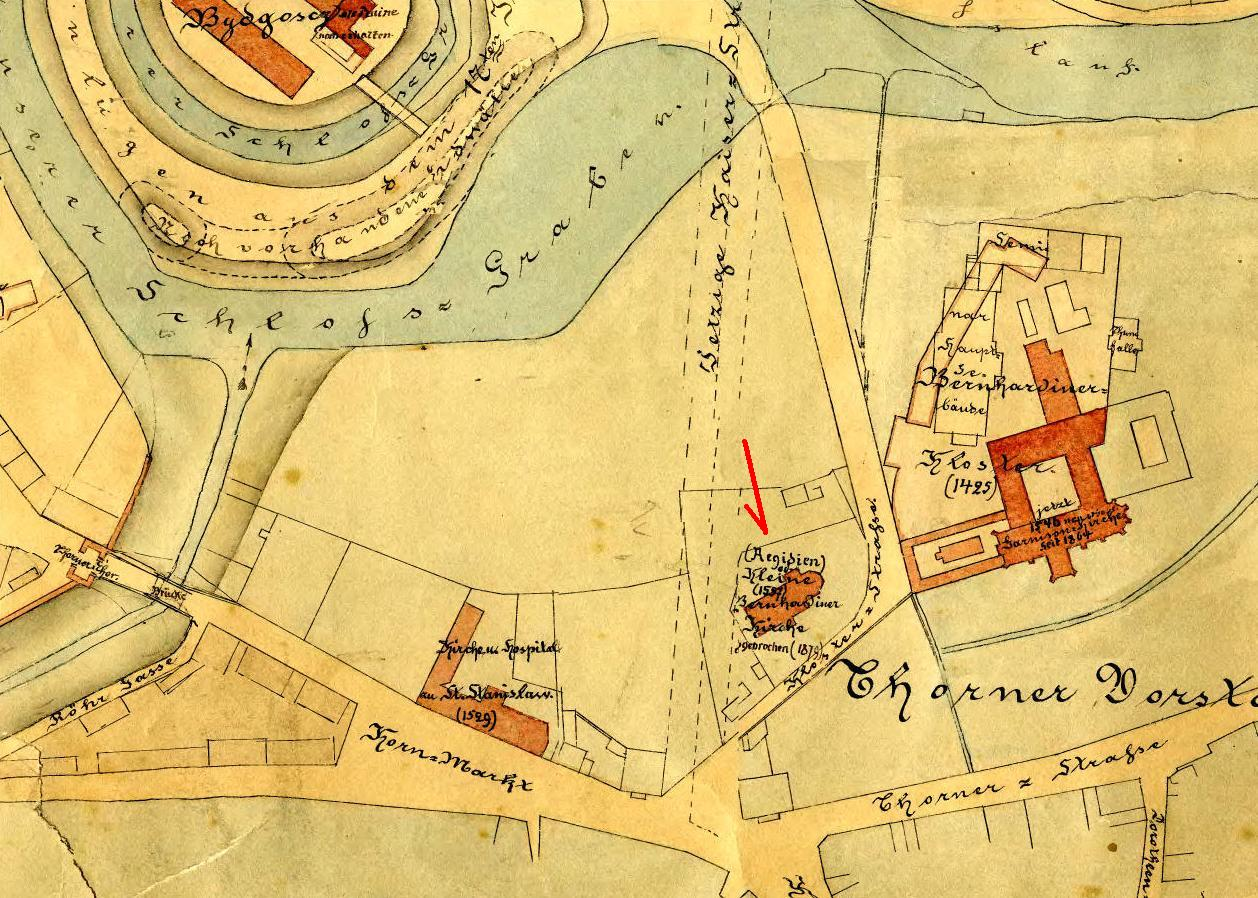
Plan klasztoru z XVI–XVIII w. – rekonstrukcja Gustawa Reicherta i Emila Schulza z 1890 r. Na planie widnieją trzy świątynie. Po lewej kościół szpitalny św. Stanisława, pośrodku kościół św. Idziego (wskazany strzałką) i na prawo zabudowania kościoła i klasztoru Bernardynów wraz z domkiem loretańskim

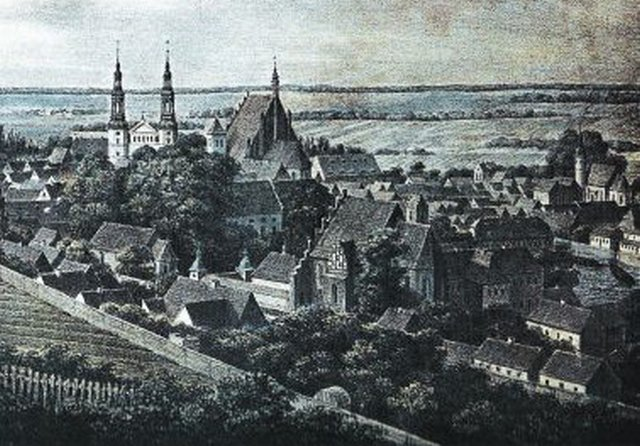
Widok klasztoru, kościoła i domku loretańskiego (przed kościołem) ok. 1830 r. – fragment obrazu J.C. Cederholma. Po lewej kościół św. Idziego

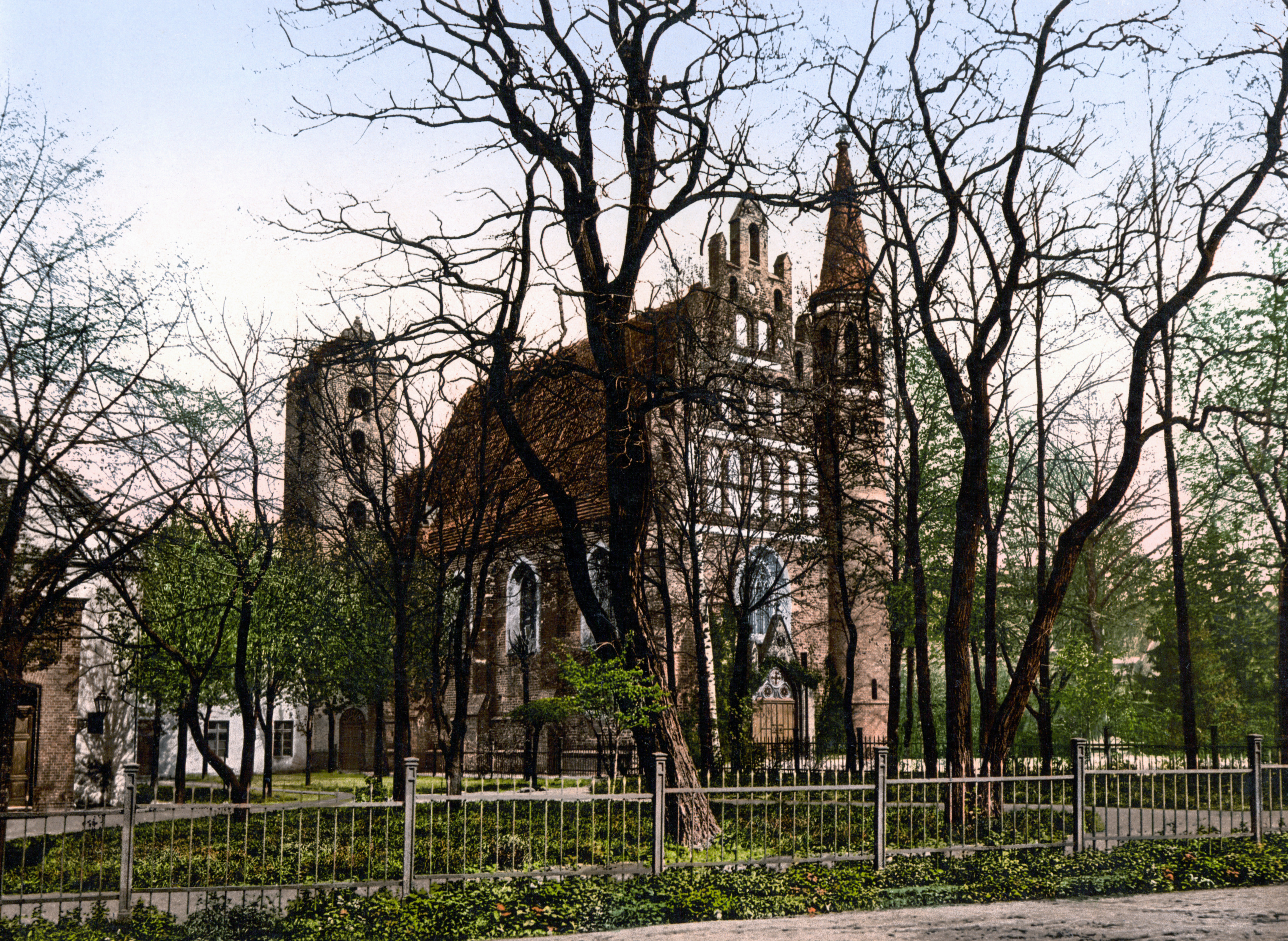
Kościół pobernardyński w 1900 r.

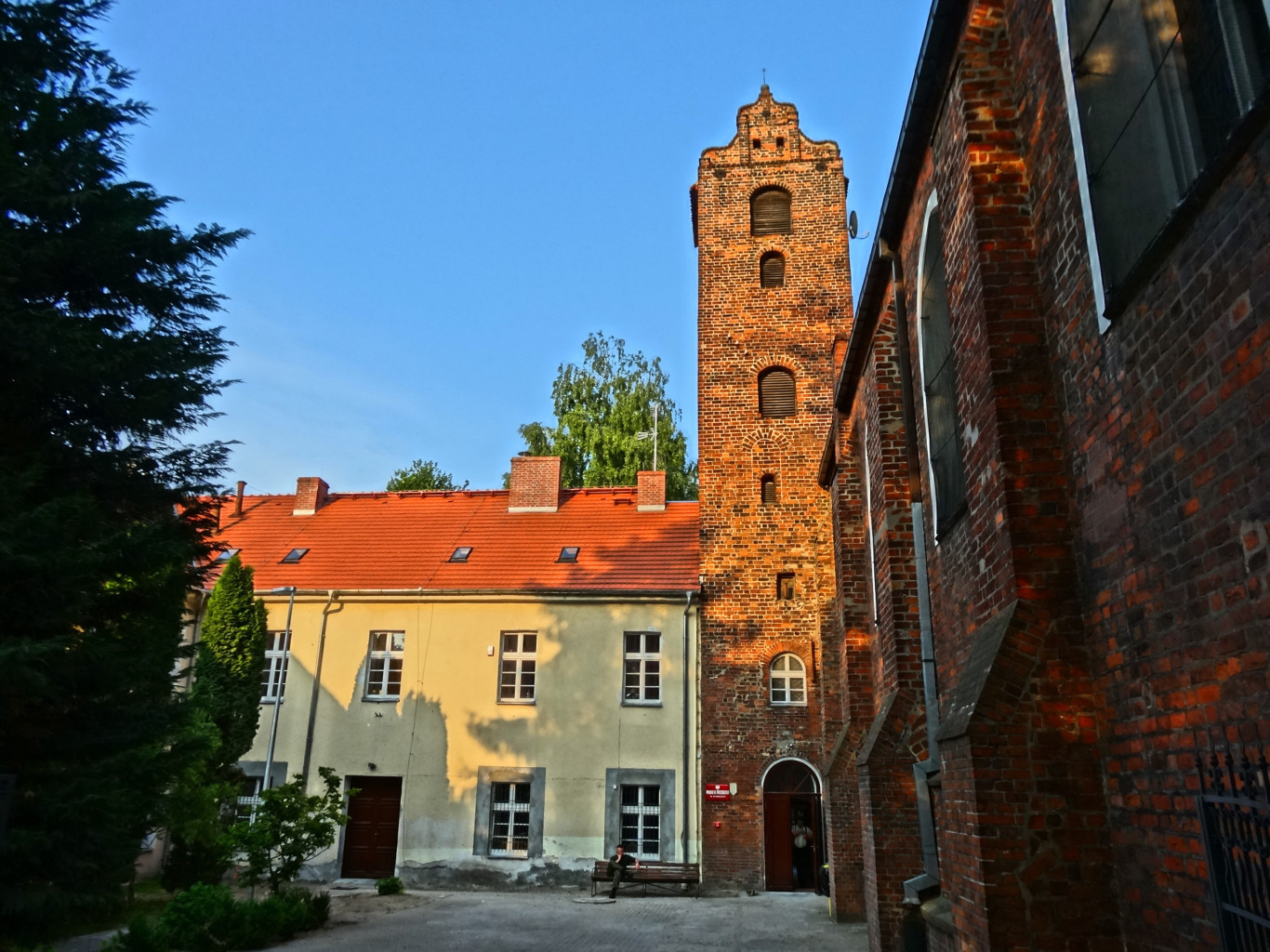
Fragment zachowanych budynków klasztornych – 2013 r.

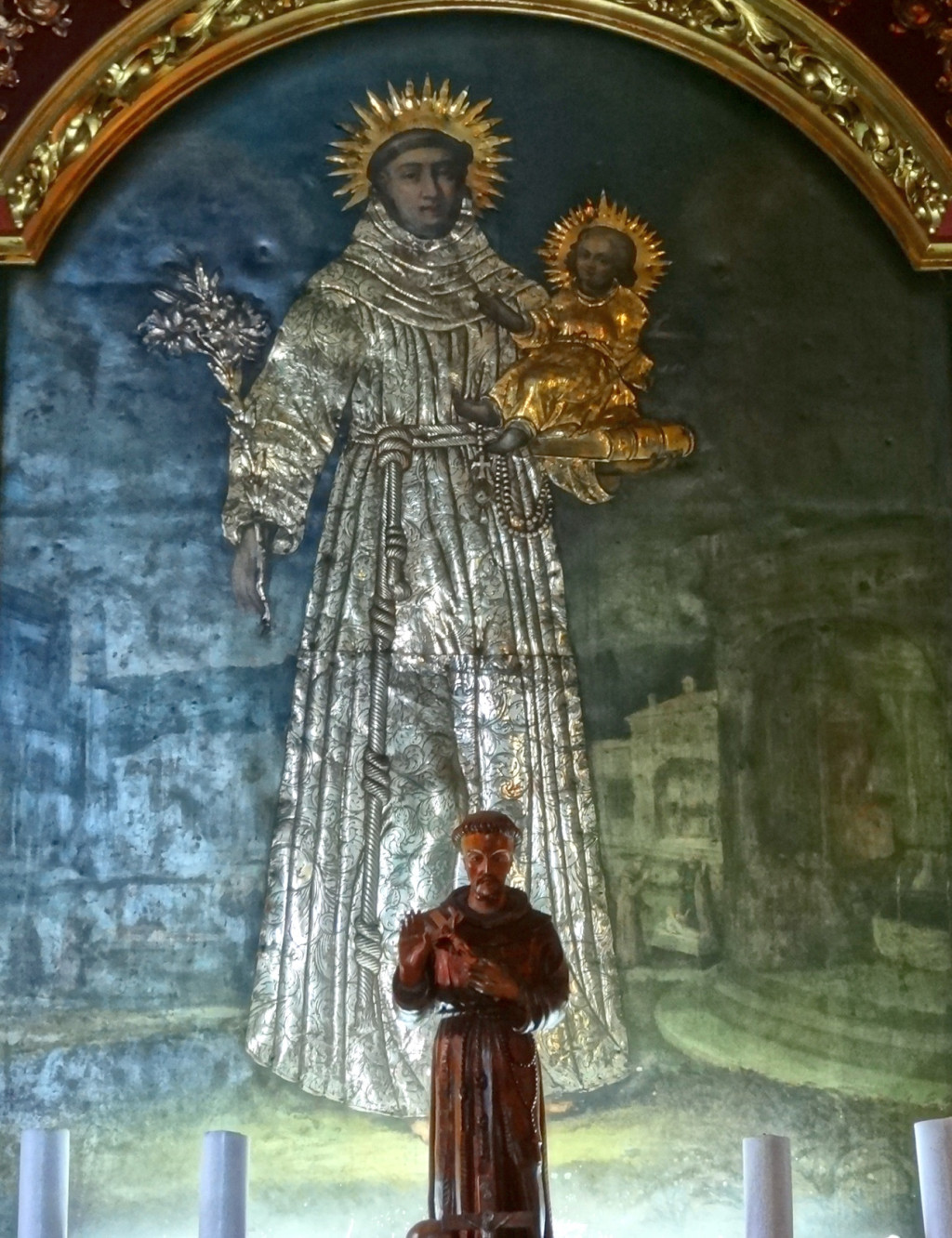
Obraz św. Antoniego, pochodzący z 2. połowy XVI w. ze srebrną sukienką (1. poł. XVIII w.), z kościoła bernardynów, przeniesiony w XIX w. do katedry bydgoskiej.

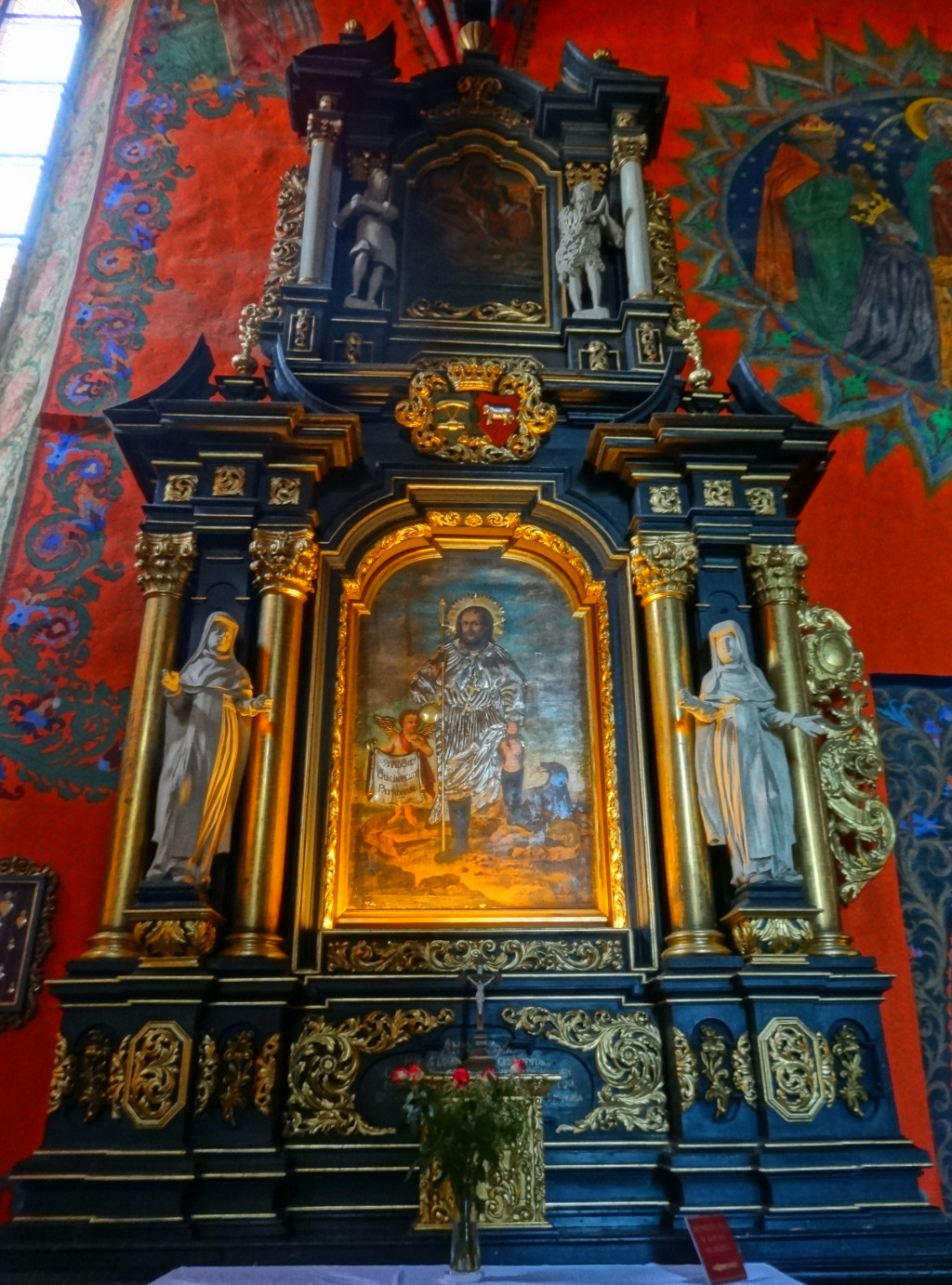
Ołtarz św. Rocha (1696 r.) fundowany przez Stanisława i Helenę Konarskich, pochodzący z kościoła bernardynów bydgoskich. W polu środkowym obraz św. Rocha w srebrnej sukience; obok niego aniołek trzymający chustę z napisem: eris in peste patronus (będziesz opiekunem podczas zarazy). W górnej kondygnacji barokowy obraz Męczeństwo św. Kryspina i Kryspiniana (1690 r.) Ołtarz został przeniesiony w XIX w. do katedry bydgoskiej.

Klasztor Bernardynów w Bydgoszczy – konwent bernardynów w zakonnej prowincji polskiej, od 1628 r. w prowincji wielkopolskiej, istniejący w latach 1480–1829 w Bydgoszczy. Do chwili obecnej zachował się przebudowany częściowo w 1866 r. kościół konwentualny (obecnie garnizonowy) oraz fragment zabudowań klasztornych, od 1970 r. w gestii Uniwersytetu Technologiczno-Przyrodniczego w Bydgoszczy.

## Historia

### Fundacja klasztoru
Osadzenie bernardynów w Bydgoszczy nastąpiło 5 grudnia 1480 r. w czasie prowincjalstwa Mariana z Jeziorka. Był to trzeci konwent bernardynów (gałęzi obserwanckiej Zakonu Braci Mniejszych) pod względem starszeństwa w Polsce, po Krakowie (1454) i Warszawie.
Zakonników wprowadził biskup kujawski Zbigniew z Oleśnicy z polecenia króla Kazimierza Jagiellończyka. Prowincję zakonną reprezentował Michał Bal oraz Stanisław z Kłobucka, którzy w obecności biskupa i starosty bydgoskiego Jana Kościeleckiego wybrali miejsce pod mającą powstać fundację w ogrodzie zamkowym zwanym Obora, w pobliżu najstarszej miejscowej świątyni św. Idziego, na prawym brzegu rzeki Brdy. Powstanie nowej fundacji musiały poprzedzić rozmowy między królem a którymś z wpływowych bernardynów, być może Michałem Balem, które doprowadziły do wydania królewskiego listu polecającego. Sprzyjał temu fakt, że w latach 1457–1466 (wojna trzynastoletnia) król Kazimierz Jagiellończyk był częstym gościem w Bydgoszczy, przebywając tu dłuższy czas z uwagi na potrzeby wojenne.
Biskup kujawski osiedlił tymczasowo bernardynów przy kościele św. Idziego do czasu wybudowania własnego kościoła i klasztoru. Z fundacji królewskiej pochodził jedynie teren pod budowę. Pierwszy przełożony bydgoski Stanisław z Kłobucka zjednał poparcie finansowe dla powstającej fundacji: Hińczy z Rogowa, Jaranda z Grabi i Brudzewa, Kościeleckich i miejscowych mieszczan.

### Uposażenie klasztoru
U podstaw uposażenia konwentu bydgoskiego legła donacja króla Kazimierza Jagiellończyka, który ofiarował bernardynom grunt pod założenie fundacji. Uzyskano wtedy także spory teren, dochodzący do brzegu Brdy, który przeznaczono na ogrody klasztorne. Część tego terenu przywłaszczył sobie bezprawnie żupnik bydgoski, z którym konwent prowadził proces sądowy w latach 1601–1604. Po wygraniu procesu bernardyni ogrodzili posiadłość murem.
Konwent bydgoski otrzymał jako jedyny ze wszystkich klasztorów bernardyńskich prawo kwesty w Prusach, a kwestarze docierali nawet do Gdańska. W 1520 r. bernardyni zostali zwolnieni przez króla Zygmunta Starego z płacenia podatku czopowego.
Dekrety królów: Stefana Batorego i Zygmunta III nadawały bezpłatnie konwentowi sól z żupy bydgoskiej, która sąsiadowała od wschodu z klasztorem. Konwent otrzymywał również ofiary pieniężne przy pogrzebach dobrodziejów, szczególnie członków bractw, istniejących przy kościele.
Uposażenie klasztoru w I połowie XVII w. musiało być znaczne, skoro wydatkowano wówczas spore sumy na zakup kosztownych naczyń i paramentów liturgicznych (kielichy srebrne, pozłacane, humerały naszywane perłami i drogimi kamieniami, ornaty bądź kapy ze srebrnej lamy). Finansowano wtedy także poważne inwestycje gospodarcze, jak wznoszenie murowanych zabudowań w podwórzu klasztornym, browaru itp. Prowincjał Krzysztof Scipio Campo zabronił nawet pobierania dochodów z tartaku, który zapisał w 1574 r. starosta bydgoski Jan Kościelecki oraz zakazał odprawiania mszy w kaplicy Rychnowskich przy kościele parafialnym, za które konwent otrzymywał rocznie 15 złotych polskich.
Dużą troską otaczano ogród klasztorny, który chcąc zabezpieczyć przed wylewami rzeki, otoczono groblą i wykopano rowy odwadniające. Gwardian Paweł z Łęczycy założył wielki sad owocowy. W czasach późniejszych troskę o ogród i sad wykazywali gwardiani Wawrzyniec Bocheński i Atanazy Lintner.
Szczególnym dobrodziejem klasztoru okazał się Stanisław Słopanowski (zm. 1719), prepozyt szamotulski, który przyszedł z pomocą konwentowi, zdewastowanemu przez wojska szwedzkie, saskie i rosyjskie w latach 1707–1708. Złożył on klasztorowi ofiary w naturze oraz udzielił poparcia finansowego.

### Kościół i zabudowania klasztorne
Budowa drewnianych i murowanych obiektów fundacji została zakończona w 1485 r. przez gwardiana Sebastiana z Bieczyny, a konsekrowany kościół otrzymał wezwanie Matki Boskiej, św. Hieronima i św. Franciszka. We wznoszeniu fundacji duży udział mieli bracia zakonni, którzy przygotowali teren pod budowę, gromadzili potrzebne materiały budowlane, w trakcie wznoszenia budynków służyli fachową pomocą, a brat Sylwester wykonał stalle do kościoła. Rozbudowa klasztoru trwała jednak dalej. Gwardian Cherubin, po 1490 r. spotkał się nawet z zarzutem, że wzniesione przezeń budynki nie licują z ubóstwem zakonnym.
Zbudowane z muru pruskiego zabudowania uległy spaleniu w 1545 r. w pożarze powstałym od uderzenia pioruna. Odbudowa murowanych obiektów, podjęta ok. 1550 r. chwilowo została wstrzymana w 1552 r. zakazem króla Zygmunta Augusta. Zachodziła bowiem obawa, że wznoszony murowany kościół może stanowić przeszkodę w systemie obronnym zamku bydgoskiego. Po interwencji i wyjaśnieniu starostów bydgoskich: Janusza i Andrzeja Kościeleckich zakaz królewski został cofnięty. Budowę kościoła ukończono w 1557 r. przy wielkim wkładzie pracy braci Seweryna i Antoniego podczas gwardianatów Hieronima z Łękna oraz Gabriela Luśni z Bydgoszczy.

### Kościół
Jednonawowy kościół, z nieco węższym i wydłużonym prezbiterium, zbudowano z cegły w stylu późnego gotyku. Otrzymał on wezwanie Świętej Trójcy. Wyposażenie kościoła ograniczyć się musiało do rzeczy najniezbędniejszych lub tymczasowych. Z upływem czasu nabierało ono właściwego wystroju. Ołtarz św. Krzyża w 1559 r. konsekrował sufragan gnieźnieński Sebastian Żydowski. Gwardian Marcin z Bieganowa przed 1588 r. zadbał o pomalowanie chóru zakonnego oraz wykonanie stall, prawdopodobnie przez brata Stanisława Przemowę. Cały kościół został pomalowany w 1613 r. Zaopatrzenie zakrystii wedle wizytacji z 1590 r. dość znaczne.

#### Ołtarze
Ołtarz główny, zbudowany w 1605 r., konsekrował w roku następnym sufragan włocławski Franciszek Łącki ku czci Świętej Trójcy, Matki Bożej oraz świętych: Franciszka z Asyżu, Bernardyna z Sieny, Ludwika i Bonawentury. Miasto, trapione częstymi epidemiami ufundowało w 1608 r. ołtarz św. Rocha, patrona „od morowego powietrza”.
Ołtarze Matki Boskiej i św. Anny w przyległej do kościoła kaplicy św. Franciszka konsekrował w 1645 r. sufragan włocławski Piotr Myszkowski, a w 1663 r. opat koronowski bp Jan Karol Czolański konsekrował ołtarze św. Antoniego i św. Bonawentury.
Ołtarze Matki Boskiej Niepokalanej i św. Antoniego zostały pod koniec XVIII wieku za gwardiaństwa Jana Kapistrana Brzozowskiego zastąpione nowymi. Budowa tych ołtarzy przebiegała etapami: złocenia wykonano w 1780 r., nowe obrazy Niepokalanego Poczęcia NMP i św. Franciszka sprawiono w 1782 r., a rok później przyozdobiono je srebrnymi sukienkami z poprzednich ołtarzy. W 1771 r. gwardian Wawrzyniec Bocheński przeprowadził również renowację wielkiego ołtarza Św. Trójcy, wykonał nowe okna oraz dębowe stalle i konfesjonały.

#### Organy
Ofiary Andrzeja Grudzińskiego z 1604 i Daniela Jastrzębskiego z 1605 r. umożliwiły budowę organów i chóru organowego. W 1618 r. rozbudowano je, a w kolejnych latach poddawano naprawom. Gruntownie wyremontowane w 1715 r. przez braci zakonnych przetrwały aż do kasaty kościoła.
Nowa posadzka marmurowa została położona w 1662 r. Dzwony kościelne, nabywane sukcesywnie w latach 1563 r. w Gdańsku u Hermana Bennicka, w 1605 oraz 1618 r. także w Gdańsku, budziły uznanie nie tylko w mieście, lecz również w okolicy.

### Klasztor
Budynek klasztorny, zbudowany na planie litery „U”, przylegał do kościoła od strony północnej. Był jednopiętrowy z parterowym krużgankiem wzdłuż kościoła. Odbudowany z cegły po pożarze w 1545 r. z upływem czasu był przebudowywany i modernizowany.
Największe inwestycje przeprowadzono podczas gwardiaństwa Wojciecha z Sambora (do 1591 r.) Powstał wtedy krużganek przykościelny, część klasztoru z pomieszczeniem na bibliotekę, cele zakonne oraz murowane budynki gospodarcze. Ogród klasztorny i browar ciągnący się w stronę rzeki Brdy, w dużej części został otoczony murem. Prace budowlane podjął w 1605 r. gwardian Tomasz z Parczewa i doprowadził do wybudowania innej części klasztoru, w której parter przeznaczono na infirmerię klasztorną, a piętro na potrzeby studium filozoficznego.
Gruntowna renowacja klasztoru, połączona z częściową budową, miała miejsce w latach 1761–1770. Zainicjował ją gwardian Wawrzyniec Bocheński i doprowadził do końca. Klasztor posiadał własne ujęcie wodne, nazwane w dokumentach akweduktem, ścieki natomiast odprowadzano do rzeki krytym kanałem, przeprowadzonym przez ogród klasztorny.

### Domek loretański
Fundatorem domku loretańskiego był szlachcic Jan Piniński (zm. 1690), a inicjatorem budowy bernardyn o. Franciszek z Warty (zm. 1690). Zbudowano ją w latach 1682–1685 w miejscu gdzie znajdowała się zrujnowana kaplica pod wezwaniem św. Marii Magdaleny, ufundowana przez rodzinę Paulusików. Był to jeden ze pierwszych obiektów tego rodzaju w Polsce. konsekracji kaplicy wraz z ołtarzem, dokonał 17 czerwca tego roku sufragan włocławski Piotr Myszkowski. W ołtarzu głównym poświęconym Świętej Trójcy i Najświętszej Marii Pannie zostały umieszczone relikwie, przeniesione tutaj z kościoła św. Idziego. Odpusty papieskie, przyznane kaplicy połączone z uroczystościami, przypadały na dzień 10 grudnia każdego roku.
W 1686 r. erygowano bractwo Domku Loretańskiego pod wezwaniem Wniebowzięcia NMP. Na skutek wadliwej konstrukcji sklepienie kaplicy trzykrotnie się waliło (1691–1692). Odbudowę przeprowadzono w latach 1723–1728 kosztem 6 tys. złotych polskich. Domek otoczony był murem z wieżami, kopuły pokryto od wewnątrz polichromią, a ołtarz ozdobiono złotem i srebrem. W grobowcu pod domem loretańskim pochowano wielu znamienitych duchownych, mieszczan i szlachciców z Bydgoszczy i okolic. Kaplica została rozebrana w 1838 r. po kasacie klasztoru przez władze pruskie.

### Działalność duszpasterska
Działalność duszpasterska koncentrowała się przede wszystkim na prowadzeniu bractw, propagowaniu nabożeństwa loretańskiego i pracy kaznodziejskiej. Pieczołowicie zajmowano się kultem św. Antoniego, którego obraz bydgoski uchodził za łaskami słynący. Za patrona obrali go sobie żeglarze. Cech garncarzy, który gromadził się na nabożeństwa w kościele bernardynów od 1622 r., zastrzegł sobie, by msze kwartalne za zmarłych członków cechu, odprawiały się przy ołtarzu św. Antoniego. Drogę krzyżową w kościele zaprowadzono w 1737 r., a stacje fundował Jan Grabowski, kasztelan chełmiński. Zaprowadzeniu nabożeństwa towarzyszyła uroczysta procesja z kościoła jezuitów z udziałem duchowieństwa i wiernych.
Procesje organizowano z okazji większych obchodów religijnych, inspirowanych przez zakonników konwentu bydgoskiego. Gwardian Melchior Dębiński w 1614 r. uroczyście wprowadził relikwie Towarzyszek św. Urszuli z opactwa w Lądzie. Wprowadzenie kultu bł. Szymona z Lipnicy w 1600 r. oraz uroczystości z okazji kanonizacji Jana Kapistrana i Paschalisa Baylon otrzymały solenną oprawę i były ubogacone odpustami papieskimi.
W 1690 r. oddano bernardynom pod opiekę kościół św. Idziego, gdzie odprawiały się nabożeństwa dla katolików niemieckich. Od tej pory, aż do kasaty zakonu istniała w klasztorze funkcja kaznodziei niemieckiego. Bernardyni prowadzili także pracę wśród protestantów. Kronika klasztorna odnotowuje, że w latach 1735–1738 udało się uzyskać 17 konwersji do Kościoła katolickiego. Dokonały się one wskutek oddziaływania przede wszystkim bernardyńskich kaznodziejów niemieckich i lektorów filozofii. W XVII i XVIII wieku ojcowie zakonni bywali również spowiednikami miejscowych bernardynek (klarysek).

### Bractwa

#### Trzeci zakon św. Franciszka
Trzeci zakon św. Franciszka istniał zapewne w Bydgoszczy od początku fundacji; nie ma jednak udokumentowanej działalności. Kronika klasztorna dopiero w 1733 r. odnotowuje fakt obłóczyn Katarzyny Jaranowskiej przez prowincjała. Podano wówczas nazwiska znaczniejszych tercjarzy: ks. Jana Bukowskiego prepozyta kościoła św. Krzyża i św. Stanisława wraz z bratem Wojciechem i matką Reginą, Józefa Chrząstowskiego kasztelana nakielskiego i jego krewnych oraz Tomasza Gałeckiego pisarza grodzkiego wraz z żoną.

#### Bractwo św. Anny
Bractwo św. Anny zostało zaprowadzone w 1595 r. przez kaznodzieję bydgoskiego Jana Stanisława z Krakowa przy poparciu starościny Doroty Kościeleckiej. Skupiało się ono przy kaplicy św. Anny w kaplicy pod tym wezwaniem, przylegającej do kościoła od południa. Przełożeni tego bractwa zamierzali ją rozbudować.

#### Inne bractwa
Bractwo Biczowników św. Franciszka zostało erygowane w 1605 r., a w 3 lata później posiadało swój własny sztandar, zakupiony ze składek członków. W 1649 r. zaprowadzone zostało bractwo Niepokalanego Poczęcia NMP. Bractwo św. Antoniego, erygowane na mocy pozwolenia papieża Aleksandra VII w 1660 r., otoczyło opieką ołtarz św. Antoniego i zajmowało się szerzeniem kultu swojego patrona. Breve papieskie nadało temu ołtarzowi prawa ołtarza uprzywilejowanego oraz odpusty na wszystkie dni w oktawie Wszystkich Świętych i na każdy drugi dzień miesiąca. Na użytek bractwa gwardian Wacław Bieczyński zakupił w 1664 r. nowy mszał.

### Studium filozofii
Studium filozofii w konwencie bydgoskim założono ok. 1530 r. Nieprzerwanie prowadziło swoją działalność do 1725 r. W tym roku przeniesiono je do reaktywowanego klasztoru bernardynów w Toruniu, a w jego miejsce powołano do życia studium retoryki. Studium filozoficzne powróciło do Bydgoszczy z Torunia w 1737 r. Ostatecznie zamknięto je w 1774 r., po przejściu Bydgoszczy pod władzę pruską, a lektorów i studentów przeniesiono do Łowicza. W szkole uczono kandydatów na zakonników w cyklu dwu- lub trzyletnim: logiki, przyrody, metafizyki, kosmologii, retoryki, filozofii i prawa kanonicznego.

### Biblioteka klasztorna
Początki biblioteki bernardynów w Bydgoszczy sięgają 1488 r. W 1545 r. podczas pożaru kościoła i klasztoru biblioteka szczęśliwie ocalała. W 1591 r. wzniesiono nowe murowane pomieszczenie dla biblioteki. W XVI–XVIII wieku liczba ksiąg znacznie wzrosła w wyniku darowizn zakonników, duchowieństwa, szlachty i mieszczan. W 1810 r. księgozbiór liczył 2400 tomów.
Po kasacie klasztoru w 1829 r., biblioteka została umieszczona w domku loretańskim, następnie w schowku za ołtarzem kościoła pobernardyńskiego. W okresie międzywojennym ocalały księgozbiór został przejęty przez Bibliotekę Miejską w Bydgoszczy, gdzie do dziś stanowi wyodrębniony zespół jako tzw. Bibliotheca Bernardyna.

### Ważniejsze wydarzenia w klasztorze
W 1541 r. w klasztorze bernardynów odbyła się kapituła prowincjonalna. Prowincjałem wybrano o. Innocentego z Kościana. Kolejna kapituła odbyła się w 1591 r. w odbudowanym, ceglanym klasztorze. Do Bydgoszczy przybyło wówczas około 140 zakonników z obsługą i końmi. Podejmowali ich swoim kosztem Kościeleccy: Andrzej, dziekan poznański i Jan, starosta bydgoski. Prowincjałem delegaci obrali gwardiana bydgoskiego Wojciecha z Sambora, zwanego Język, budowniczego wielu obiektów murowanych, m.in. krużganka z towarzyszącymi mu celami, biblioteki z mieszkaniem.
W latach 1601–1604 toczył się spór między bernardynami a żupnikiem bydgoskim Maciejem Węgierskim o plac i postawione na nim budynki królewskiego składu solnego, które stanowiły własność klasztoru. Sprawa oparła się o króla Zygmunta III, który powołał specjalną komisję do jej rozstrzygnięcia. Ostatecznie król wydał orzeczenie przyznające rację bernardynom.
W latach 1703–1710 w klasztorze okresowo kwaterowały wojska szwedzkie, saskie, rosyjskie oraz Tatarzy, którzy wyrządzili poważne szkody. Dodatkowo w 1708 r. przywędrowała zaraza, czyniąc wielkie spustoszenie. Klasztor okresowo był zamknięty, a zakonnicy przenieśli się nad jezioro Pełczyn (prawdopodobnie chodzi o Jezioro Jezuickie).
15 grudnia 1730 r. doszło do gorszących zajść z udziałem bernardynów w kościele farnym. Wysłani tam przez gwardiana bracia próbowali przenieść zwłoki bogatego mieszczanina Adama Froszka, licząc na darowizny związane z pogrzebem. Doszło do szarpaniny i rozruchów w mieście. Zajście to spowodowało odwołanie gwardiana Augustyna Kobylińskiego z Bydgoszczy.
21 marca 1759 r. ustanowiono braterstwo między opactwem cystersów w Koronowie, a konwentem bernardynów w Bydgoszczy. Istotę związku stanowił współudział w duchowych korzyściach z uprawiania różnego rodzaju dzieł pobożnych (msze św., odpusty, ćwiczenia duchowe, śpiewanie psalmów, karność, jałmużna, pokuta, pogrzeby).

### Zespół klasztorny po sekularyzacji
Po przejściu Bydgoszczy pod władzę Królestwa Prus w 1772 r. rozpoczął się trudny okres dla klasztoru. Władze zaborcze początkowo unikały zadrażnień na tle religijnym, ale po 1815 r. kasata placówki była już przesądzona.
Poprzedziła je państwowa (pruska) lustracja, przeprowadzona w 1815 r., oraz inwentaryzacja nieruchomości i ruchomości klasztoru w 1817 r. Ta ostatnia orzekła, że zabudowania klasztorne są utrzymane w dobrym stanie, a zakonnicy nie posiadają starych kapitałów. Kwesta została ograniczona do najbliższej okolicy. Klasztor pozbawiony dopływu młodych zakonników został skazany na wymarcie. Ostatni gwardian bydgoski Feliks Kokoszewski zmarł w 1826 r. Pozostali jeszcze dwaj bracia zakonni; z których o. Modest Nagabczyński zmarł w 1829 r., a drugi w tymże roku opuścił klasztor.
Kościół po likwidacji klasztoru pozostawał zamknięty, a w 1830 r. oddany niemieckiej gminie ewangelickiej. W latach 1843–1852 zamieniono go na magazyn i ostatecznie w 1860 r. utworzono w nim kościół garnizonowy pod wezwaniem św. Jerzego. Budynek klasztorny natomiast w 1829 r. przekazano na seminarium nauczycielskie. Później, częściowo wyburzony i przebudowany, był adaptowany na rozmaite cele.

## Bernardyni związani z Bydgoszczą
Klasztor bernardynów w Bydgoszczy liczył od kilku w początkowym okresie, do kilkudziesięciu zakonników. Wiadomo, że w 1699 r. w klasztorze znajdowało się 22 zakonników, z których 14 posiadało święcenia kapłańskie i związane z tym tytuły „ojców”. Wśród nich dwie osoby legitymowały się tytułami lektorów filozofii.
| Osoba                   | Uwagi |
| Stanisław z Kłobucka    | pierwszy przełożony konwentu bydgoskiego, który przybył tu w 1480 r. z o. Michałem Balem i dwoma innymi braćmi; przebywał w zakonie ok. 55 lat; zmarł w 1508 r. w Bydgoszczy                                                |
| Błażej Litwin           | brat zakonny prowadzący budowę kościoła i klasztoru (1480–1485); zmarł w Bydgoszczy w 1497 r. |
| Jan ze Słupi            | kaznodzieja, uczony, wikariusz prowincji polskiej; posłował na kapitułę generalną do Rzymu; zmarł w Bydgoszczy w 1506 r. |
| Cherubin bernardyn      | świątobliwy bernardyn, bakałarz, gwardian w Bydgoszczy; zmarł w 1507 r. |
| Zachariasz z Bydgoszczy | kaznodzieja we Wschowie; zmarł w 1547 r. |
| Teofil z Bydgoszczy     | kaznodzieja, pisarz; sporządził w Bydgoszczy rękopis zwany sylwą |
| Paweł z Wągrowca        | kaznodzieja i polemista; bakałarz; napisał (prawdopodobnie w Bydgoszczy) sylwę, zawierającą wiersze Mariana Jeziorka i bł. Władysława z Gielniowa; zmarł w 1549 r. w Kaliszu                                                |
| Bartłomiej z Bydgoszczy | urodzony w Bydgoszczy leksykograf, autor pierwszego słownika łacińsko-polskiego, gwardian w Bydgoszczy, wykładowca bernardyńskiego studium filozoficznego; zmarł w 1548 r. w Poznaniu                                       |
| Gabriel Luśnia          | urodzony w Bydgoszczy, kustosz w Poznaniu, Lwowie, Krakowie, gwardian w Bydgoszczy, prowincjał; uczestniczył w 1559 r. w kapitule generalnej w Aquili we Włoszech; zmarł w 1571 r. we włoskiej Wenecji                      |
| Dionizy Szyjka          | urodzony i zmarły w Bydgoszczy kantor, gwardian w Bydgoszczy, Wilnie, Poznaniu i Krakowie; zmarł w 1590 r. |
| Bernardyn z Bydgoszczy  | urodzony w Bydgoszczy, lektor na studium wileńskim, autor dysertacji teologicznej; zmarł w 1630 r. |
| Marcin Piwko            | urodzony w Bydgoszczy, gwardian, kustosz; zmarł w 1639 r. |
| Paweł z Łęczycy         | gwardian w Sokalu, Nowem, Bydgoszczy; kustosz; definitor; egzorcysta; tłumacz kilku popularnych dzieł z języka włoskiego na polski; internowany w Rosji podczas Dymitriady; zmarł w 1642 r. w Bydgoszczy                    |
| Paweł z Kcyni           | teolog życia wewnętrznego; przebywał w konwentach w Wilnie (1605), Warszawie (1638) i Bydgoszczy; spowiednik bernardynek krakowskich (1613); napisał Wizerunek żywota zakonnego (Kraków 1613), zmarł w 1649 r. w Bydgoszczy |
| Franciszek z Warszawy   | kaznodzieja generalny, prowincjał, kustosz i definitor; jeden z inicjatorów budowy domku loretańskiego w Bydgoszczy; zmarł w 1690 r. w Bydgoszczy                                                                           |

## Gwardianowie konwentu
Informacje na podstawie kalendarium historii kościoła katolickiego w Bydgoszczy.
| Lata      | Ksiądz                   | Uwagi |
| 1480      | Stanisław z Kłobucka     | jeden z założycieli klasztoru; przebywał w zakonie ok. 55 lat; zmarł w 1508 r. w Bydgoszczy                                             |
| 1485      | Sebastian z Bieczyny     | zmarł w wyniku zarazy w Bydgoszczy w 1485 r.                                                                                            |
| 1486–1498 | Cherubin bernardyn       | budował klasztor bydgoski, zmarł w Zbąszyniu w 1495 r.                                                                                  |
| 1518–1524 | Bartłomiej z Bydgoszczy  | urodzony w Bydgoszczy; leksykograf, autor pierwszego słownika łacińsko-polskiego; wykładowca bernardyńskiego studium filozoficznego     |
| 1545      | Paweł z Wągrowca         | był świadkiem pożaru klasztoru i kościoła                                                                                               |
| 1555      | Hieronim z Łękna         | odbudowywał klasztor bydgoski po pożarze                                                                                                |
| 1557      | Gabriel Luśnia           | urodzony w Bydgoszczy; w latach 1558–1561 prowincjał                                                                                    |
| 1558      | Bernardyn ze Środy       | |
| 1579      | Dionizy Szyjka           | kantor, słynął z pięknego i donośnego głosu, uprzednio przebywał w konwentach w Wilnie, Poznaniu i Krakowie                             |
| 1588      | Marcin z Bieganowa       | przeprowadził prace wykończeniowe w kościele                                                                                            |
| 1591      | Wojciech z Sambora       | budowniczy wielu obiektów klasztornych, m.in. krużganków oraz biblioteki, w 1591 r. został prowincjałem                                 |
| 1601      | Tomasz z Parczewa        | wybudował infirmerię oraz cele dla studentów i wykładowców studium filozoficznego, zmarł w Bydgoszczy w 1601 r.                         |
| 1602      | Gabriel z Buku           | prowadził spór z żupnikiem bydgoskim o plac postawione na nim budynki królewskiego składu solnego                                       |
| 1604      | Szymon Poznania          | zakończył pomyślnie spór z żupnikiem bydgoskim                                                                                          |
| 1608      | Stanisław z Poznania     | |
| 1614      | Melchior Dębiński        | |
| 1623–1626 | Paweł z Łęczycy          | gwardian w Sokalu i Nowem, tłumacz; w 1606–1607 uczestniczył w Dymitriadzie w Rosji; zmarł w 1642 r. w Bydgoszczy                       |
| 1664      | Wacław Bieczyński        | zakupił m.in. mszał dla bractwa św. Antoniego                                                                                           |
| 1687      | Franciszek Nycz          | |
| 1689      | Hieronim Bieliński       | |
| 1691      | Antoni Wysz              | otoczył płotem ogród klasztorny, ozdobił i wyposażył klasztor w nowe sprzęty                                                            |
| 1711      | Ludwik z Kobylina        | wyremontował zalane przez powódź pomieszczenia biblioteki, dom rekolekcyjny i mury klasztorne                                           |
| 1713      | Ludwik Turkański         | |
| 1724      | Damian Lasocki           | odbudował kaplicę zwaną Bożą Męką, w miejscu starej z 1702 r.                                                                           |
| 1725      | Wiktor Kołocki           | przejął obowiązki prefekta odbudowy domu loretańskiego w Bydgoszczy                                                                     |
| 1726      | Cherubin Watson          | gwardian w Toruniu, po jego odzyskaniu z rąk protestantów, zmarł w Bydgoszczy w 1726 r.                                                 |
| 1730      | Augustyn Kobyliński      | uczestniczył z rozruchach związanych z próbą przeniesienia zwłok bogatego mieszczanina bydgoskiego Adama Froszka z kościoła farnego     |
| 1731      | Felicjan Chwalewicz      | przybył z klasztoru w Świeciu |
| 1734      | Wawrzyniec Estka         | naprawił rury odprowadzające wodę z ogrodu klasztornego oraz przystań bernardynów nad Brdą, ogrodził browar bernardyński                |
| 1740      | Dydak Baranowski         | przedtem gwardian konwentu w Kościanie                                                                                                  |
| 1760–1770 | Wawrzyniec Bocheński     | budowniczy zakrystii, biblioteki, cel; wyzłocił ołtarz główny, wyremontował wodociągi i kanalizację oraz kanały melioracyjne w ogrodzie |
| 1771      | Archanioł Milwiński      | |
| 1780–1782 | Jan Kapistran Brzozowski | przebudował m.in. dwa ołtarze w kościele konwentualnym                                                                                  |
| 1826      | Feliks Kokoszewski       | ostatni gwardian, z którego śmiercią w 1826 r. przestał istnieć konwent bydgoski                                                        |